# Zwei Brüder (Fernsehserie)
Zwei Brüder ist eine Kriminalreihe des Zweiten Deutschen Fernsehens, welche zwischen 1994 und 2001 erstausgestrahlt wurde.

## Hintergrund
Die Idee zur Fernsehserie stammte von Felix Huby, der auch mehrere Drehbücher schrieb. Elf Regisseure setzten die Geschichten um, unter ihnen z. B. Hans-Christoph Blumenberg und Pete Ariel. Insgesamt entstanden von 1994 bis 2000 17 Episoden in Spielfilmlänge (85–90 Minuten), welche zwischen 1994 und 2001 ausgestrahlt wurden.

## Handlung
Die beiden Brüder Christoph und Peter Thaler könnten verschiedener nicht sein: der Ältere Christoph ist verheiratet und erfolgreicher Oberstaatsanwalt. Der Jüngere, Peter, hat sein Studium abgebrochen und gilt bei der Polizei als rücksichtsloser Kriminalbeamter. Beide leben im Haus der Mutter und so sind Spannungen vorprogrammiert. Gemeinsam gehen sie auf Verbrecherjagd und lösen die schwierigen Fälle.

## Episodenliste
| Nr. | Originaltitel      | Erstausstrahlung Deutschland |
| --- | ------------------ | ---------------------------- |
| 1   | Zwei Brüder        | 17. Dez. 1994                |
| 2   | Die lange Nacht    | 30. Sep. 1995                |
| 3   | Die Quirini-Affäre | 10. Feb. 1996                |
| 4   | Der Gassenmörder   | 12. Okt. 1996                |
| 5   | In eigener Sache   | 26. Okt. 1996                |
| 6   | Die Tochter        | 7. Dez. 1996                 |
| 7   | Nervenkrieg        | 15. März 1997                |
| 8   | Einzelgänger       | 27. Sep. 1997                |
| 9   | Kaltes Herz        | 14. Feb. 1998                |
| 10  | Tödliche Träume    | 4. Apr. 1998                 |
| 11  | Verschleppt        | 27. Feb. 1999                |
| 12  | Gift               | 8. Mai 1999                  |
| 13  | Herztod            | 2. Okt. 1999                 |
| 14  | Mörderische Rache  | 18. März 2000                |
| 15  | Tod im See         | 7. Okt. 2000                 |
| 16  | Farbe in der Nacht | 13. Jan. 2001                |
| 17  | Abschied           | 19. Mai 2001                 |

## Gastdarsteller
| - Klaus J. Behrendt - Suzanne von Borsody - Jacques Breuer - Anne-Sophie Briest - Ann-Kathrin Kramer - Sky du Mont - Alexander Duda - Anton Feichtner - Peter Fricke - Dirk Galuba - Alexander Held | - Jörg Hube - Peter Ketnath - Michael König - Oliver Korittke - Henry van Lyck - Axel Milberg - Christoph M. Ohrt - Franka Potente - Ralf Richter - Barbara Rudnik - Dietmar Schönherr | - Ellen Schwiers - Philipp Sonntag - Dietz-Werner Steck - Oliver Stritzel - Friedrich von Thun - Max Tidof - Christian Tramitz - Karl-Heinz Vosgerau - Klaus Wennemann - Rolf Zacher |